# حمزة يوسف (سياسي)
حمزة هارون يوسف (بالإنجليزية: Humza Haroon Yousaf) (7 أبريل 1985–) هو سياسي اسكتلندي اصبح زعيم الحزب القومي الإسكتلندي في 27 مارس 2023، وقد شغل منصب سكرتير مجلس الوزراء للعدل منذ عام 2018. عضو في الحزب الوطني الاسكتلندي، وكان عضوًا في البرلمان الإسكتلندي عن جلاسكو بولوك منذ عام 2016، بعد أن كان سابقًا عضواً عن منطقة غلاسكو من 2011 إلى 2016. شغل منصب وزير الشؤون الخارجية والتنمية الدولية من 2012 حتى 2014 ووزير أوروبا والتنمية الدولية من 2014 حتى 2016. وكان وزير النقل والجزر من 2016 حتى 2018.
أصبح يوسف أول عضو غير أبيض وأول مسلم في الحكومة الاسكتلندية عندما عُيِّن وزيراً في عام 2012. في سن الـ27 كان أيضًا أصغر وزير تم تعيينه في الحكومة الاسكتلندية. أصبح أول شخص من أقلية عرقية في اسكتلندا وأول وزير مسلم في مجلس الوزراء عندما تم تعيينه أمينًا لمجلس الوزراء للعدل في عام 2018. تم تعيينه في سن 33، وأصبح أيضًا أصغر شخص يشغل منصبًا وزاريًا على الإطلاق في الحكومة الاسكتلندية وفي عام 2023 اصبح رئيس الحكومةالاسكتلندية بأمر ملكي وبذلك يكون أول زعيم مسلم في اسكتلندا.

## النشأة والتعليم
يوسف هو ابن مهاجرَين وصلوا إلى المملكة المتحدة خلال الستينيات، والدته من كينيا ووالده من باكستان. تلقى حمزة تعليمه في مدرسة هتشسونز النحوية وهي مدرسة مستقلة في غلاسكو،  حيث درس الدراسات الحديثة. كانت الدراسات الحديثة هي التي ألهمته للانخراط في السياسة. درس السياسة في جامعة غلاسكو وتخرج بدرجة الماجستير عام 2007. أثناء وجوده في الجامعة كان يوسف رئيسًا لاتحاد الطلاب المسلمين بجامعة غلاسكو (GUMSA) بالإضافة إلى أنه كان شخصية بارزة منخرطة في السياسة الطلابية في مجلس تمثيل الطلاب.
منذ سن مبكرة، شارك يوسف في العمل المجتمعي، بدءًا من المنظمات الشبابية إلى جمع التبرعات الخيرية. كان المتحدث الإعلامي المتطوع لجمعية الإغاثة الإسلامية الخيرية، وعمل في الإذاعة المجتمعية لمدة اثني عشر عامًا وفي مشروع قدم طرودًا غذائية للمشردين وطالبي اللجوء في جلاسكو.
عمل حمزة مساعدًا برلمانيًا لبشير أحمد، منذ انتخاب أحمد كأول عضو برلمان مسلم اسكتلندي عام 2007 حتى وفاة أحمد بعد ذلك بعامين. كان لأحمد تأثير شخصي. ثم عمل حمزة كمساعد برلماني لعدد قليل من أعضاء البرلمان بما في ذلك: آن ماكلولين ونيكولا ستارجن وأليكس سالموند الذي كان وزيرًا أولًا حينها. في عام 2008 أثناء عمله كمساعد، شارك حمزة في برنامج IVLP، وهو برنامج تبادل تديره وزارة الخارجية الأمريكية. حصل على جائزة "Future Force of Politics" في حفل توزيع جوائز Young Scottish Minority Ethnic عام 2009 ، والتي قُدمت له في قاعات مدينة غلاسكو.

## البرلمان الإسكتلندي

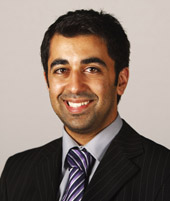
الصورة البرلمانية الرسمية (2011)

في مايو 2011 اُنْتُخِب حمزة في البرلمان الإسكتلندي كعضو إضافي عن منطقة جلاسكو. وكان حينها في الخامسة والعشرين من عمره فقط، كان أصغر عضو مجلس إدارة يُنْتَخَب لعضوية البرلمان الإسكتلندي. عندما أدى اليمين، أدى اليمين باللغة الإنجليزية ثم الأردية مما يعكس هويته الباكستانية-الاسكتلندية؛ كان يرتدي زيًا شروانيًا تقليديًا مزينًا. تم تعيين حمزة في لجنتي العدل والتدقيق العام. في 25 مايو 2011 تم تعيينه ضابط ارتباط برلماني في مكتب الوزير الأول، وبقي في هذا المنصب حتى 4 سبتمبر 2012. 

## وزير مساعد
في 5 سبتمبر 2012 أصبح حمزة وزيرًا للشؤون الخارجية والتنمية الدولية بعد أن أجرى أليكس سالموند أول تعديل وزاري كبير له في الدورة البرلمانية. وشهد هذا التعيين الوزاري عمل حمزة تحت إشراف سكرتير مجلس الوزراء للثقافة والشؤون الخارجية. وهو أول أسكتلندي آسيوي ومسلم يُعَيَّن وزيراً للحكومة الاسكتلندية.
عندما أصبحت نيكولا ستارجن وزيرة أولى في نوفمبر 2014، احتفظت بيوسف كوزير مساعد، على الرغم من تغيير اسم المنصب الذي شغله إلى وزير أوروبا والتنمية الدولية. في 18 مايو 2016 ، نُقِّل إلى منصب وزير النقل والجزر في تعديل وزاري. 

## أمين مجلس الوزراء للعدل
في 26 يونيو 2018، نُقِّل يوسف إلى منصب وزير العدل في مجلس الوزراء. كانت إحدى سياساته الرئيسية هي مشروع قانون جرائم الكراهية والنظام العام (اسكتلندا) الذي وعد بأنه سيبسط التشريعات القائمة بالإضافة إلى إضافة حماية إضافية للأقليات المضطهدة مع الحفاظ على الحق في حرية التعبير وحرية التعبير. تم انتقاد مشروع القانون من قبل الكنيسة الكاثوليكية، والجمعية الوطنية العلمانية،  وفي سبتمبر 2020 تم تعديله لإزالة الملاحقة القضائية في قضايا إثارة الكراهية عن غير قصد، والتي قد تشمل نظريًا مكتبات تخزن كتبًا مثيرة للجدل. في أكتوبر 2020، قال يوسف إنه يجب إلغاء استثناء قانون النظام العام 1986 الذي يسمح للناس باستخدام لغة غير قانونية في منازلهم. 

## الحياة الشخصية
عام 2019 تزوج يوسف من موظفة الحزب الوطني الاسكتلندي وعضوة في المجلس البلدي لمدينة دندي نادية النخلة وهي من أصل فلسطيني وأنجب منها طفل واحد.  كان متزوجًا من عضو اللجنة التنفيذية في الحزب الوطني الإسكتلندي السابق جيل ليثجوي (Gail Lythgoe) بين عامي 2010 و2017. 

كما أن حمزة كاتب عمود في غلاسكو تايمز. 
في تشرين الثاني (نوفمبر) 2016، تم تغريم حمزة بـ300 جنيه إسترليني وإضافة ست نقاط جزاء إلى رخصة قيادته، بعد أن ألقت الشرطة القبض عليه لقيادته سيارة صديقه دون أن يكون مؤمَّنًا عليه لقيادتها. قبل يوسف المسؤولية كاملة قائلاً: «أقبل القرار كليًا. دفعت الغرامة وأخبرت شركات التأمين الخاصة بي بالنقاط. كان هذا خطأ صريحًا، ونتيجة لظروفي الشخصية خلال فترة انفصالي». 